# 8 mm-es videókazetta

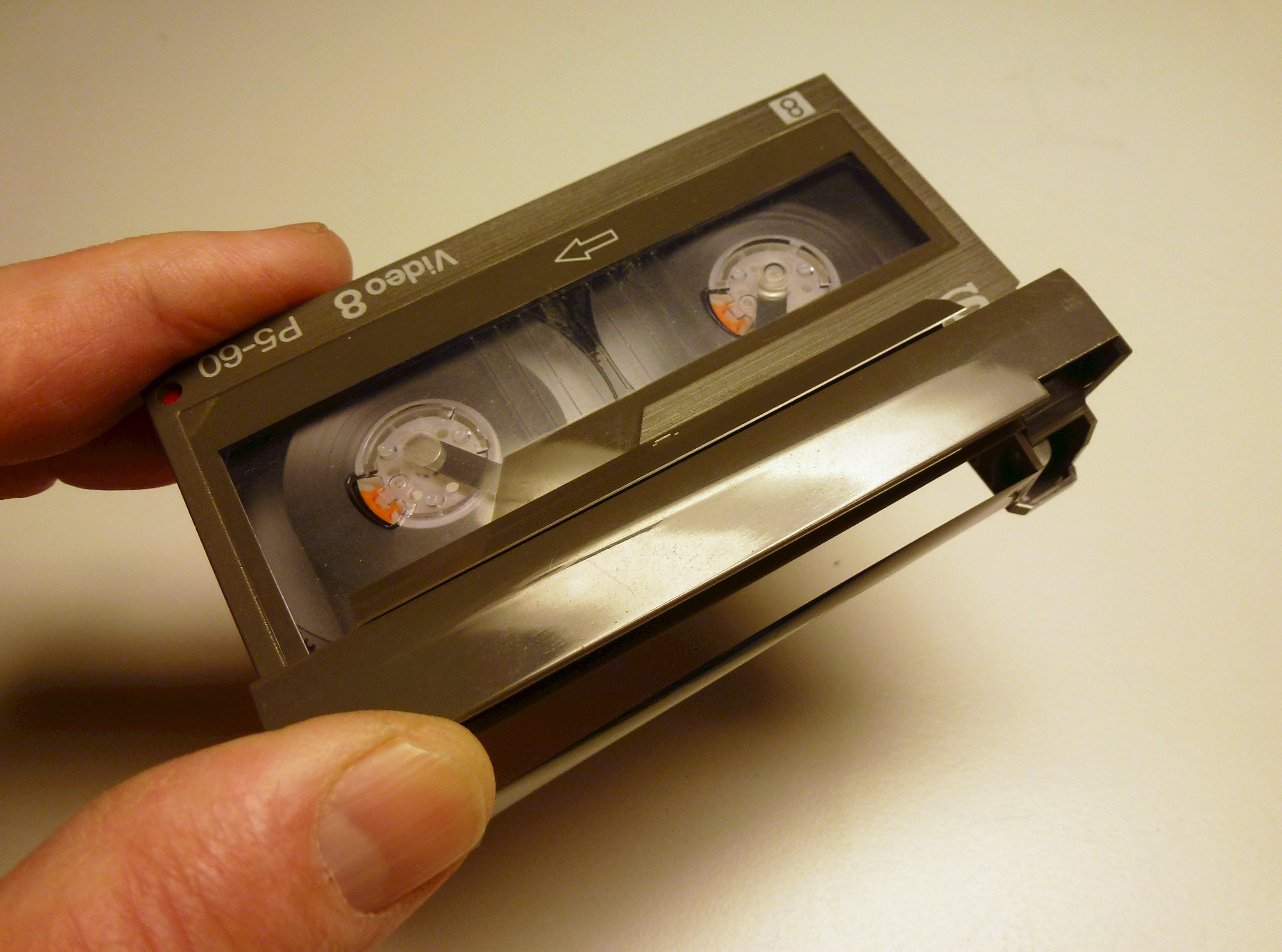
Video8 kazetta, nyitott szalagvédővel, alatta látható a szalag

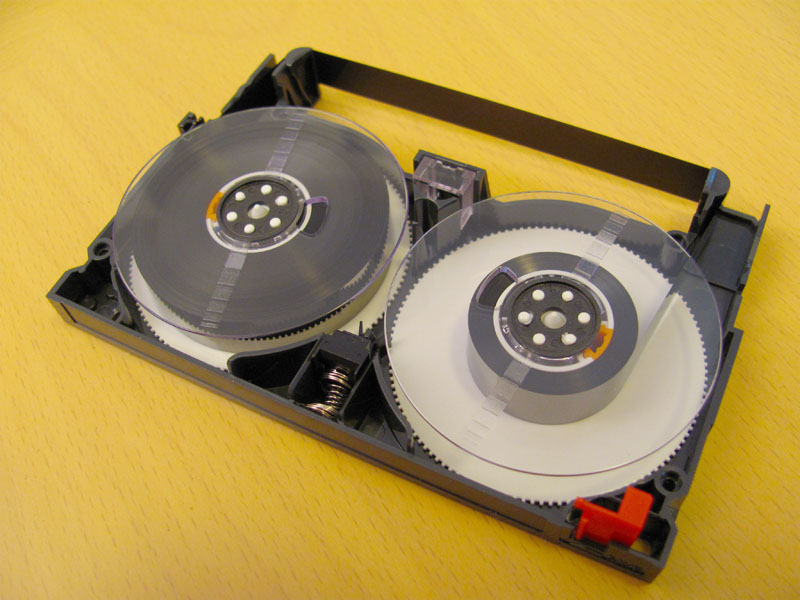
Egy 8 mm-es videókazetta belső szerkezete

A 8 mm-es videókazetták első prototípusa a Video8 formátum volt, amelyet a Sony cég hozott létre 1985-ben, a második típus a Video Hi8 (ismertebb néven Hi8) volt, amelyet szintén a Sony hozott létre, azt pedig 1989-ben. Volt egy harmadik formátum is, a Digital8, azt pedig 1999-ben hozta léte a Sony. Mindhárom videókazetta típus onnan kapta a nevét, hogy a szalag szélessége 8 mm. Emiatt került a nevük végére a 8.
A 8 mm-es videókazetták mérete kicsi, kisebb régebben megjelent videókazetta társainál, a VHS-nél, a Betamaxnál, a U-Matic-nél és a Video 2000-nél, de nagyobb méretű a VHS-C-nél.
Mindhárom formátum kompatibilis egymással, visszafelé. Tehát egy Digital8 videómagnó kompatibilis mindhárom formátummal, egy Hi8 videómagnó már a Digital8-cal nem kompatibilis, viszont Hi8 vagy Video8 kazettával már kompatibilis, a Video8 pedig csak Video8 kazettával kompatibilis.
Az első kis méretű, kompakt videókamerát a Sony gyártotta le. Ez volt a Handycam. Ezáltal népszerűvé vált. 1989-ben azonban leálltak a gyártásával. Viszont elkezdték gyártani a Hi8 Handycam-ot. Ez már kompatibilis volt a Hi8-cal is. 1989-ben kezdték el a gyártását, 2007-ig folytatták. 1999-ben pedig létrehozták a Digital8 Handycam-ot, ami már mindhárom formátummal kompatibilis volt. 2007-ben befejezték ezen széria gyártását.

## Közös műszaki adatok, specifikációk
- Szalag szélessége: 8 mm
- Videókazetta mérete: 98×62,5×15 mm
- Befűzési rendszer: M alakú szalagbefűzés
- Fejdob átmérője: 40 mm
- Lejátszási/felvételi technológia: helikális
- Fejdob fordulatszáma: PAL/SECAM/MESECAM rendszerben 1500 vagy 3000 fordulat/perc, NTSC rendszerben pedig 1800 vagy 3600 fordulat percenként

Ez a három formátum - hasonlóan a Video 2000-hez - nem használ kontrollsávot (szinkronsávot), hanem a képváltójel időtartalma alatt egy speciális jelcsomagot vesz fel a forgófejjel, lejátszáskor ennek méréséből képzi a sávra állítási jelet. A sávra állítás nem szervóval történik, hanem a videofejek egy-egy piezokerámia lapra vannak ragasztva, amelyeket egyenfeszültség rákapcsolásával kitérésre késztetnek. Ez azért volt különösen jó ötlet, mert két videofejjel is biztosítani tudta a zavarcsík mentes állóképet, gyorsítást, lassítást, sőt, akár hátramenetet is, oly módon, hogy a piezokerámia lapokra egyenfeszültség helyett az üzemmódnak megfelelő jelalakú váltakozó áramot kapcsoltak.

## Generációk

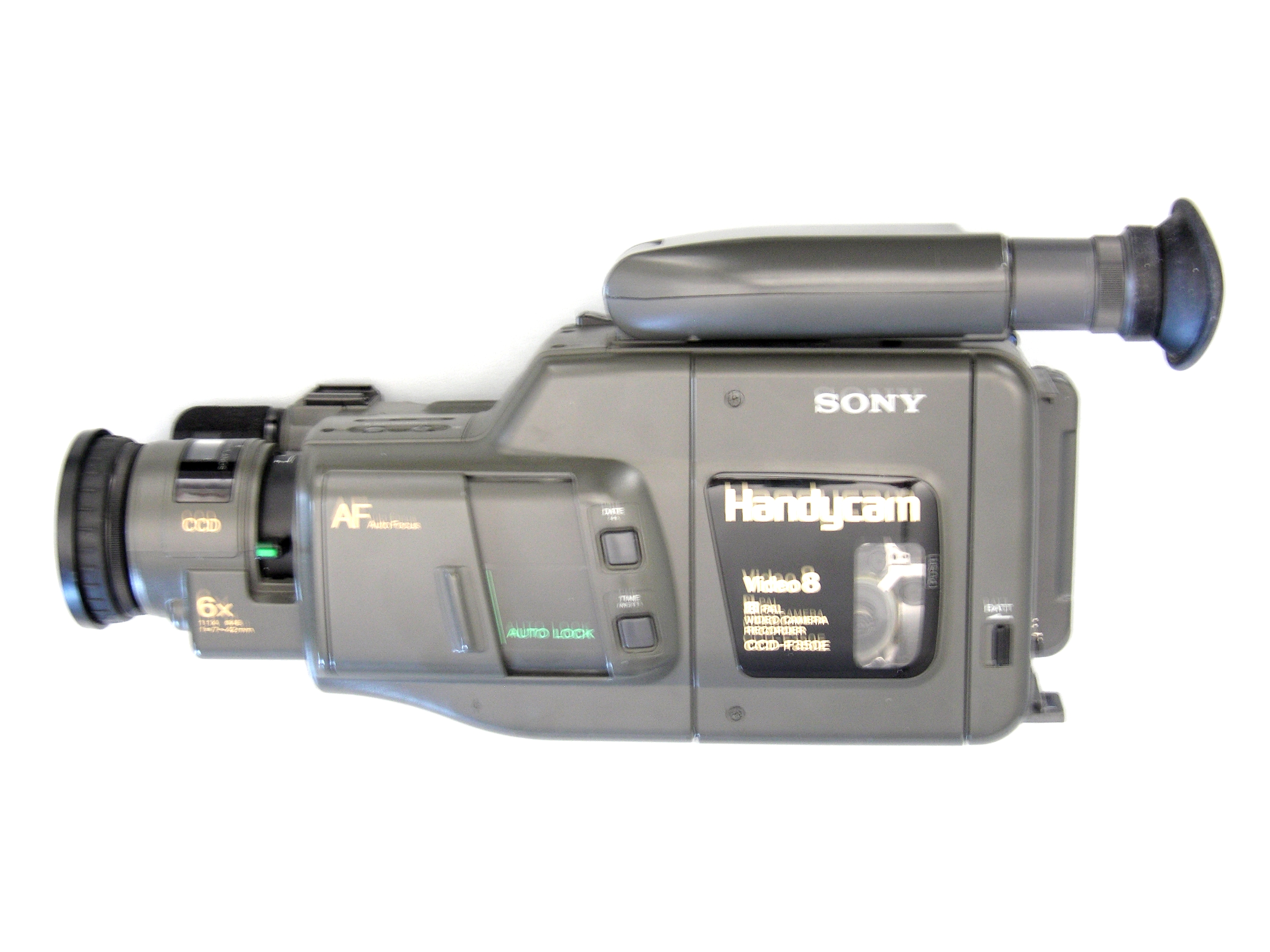
Sony Video8 Handycam videókamera

### Video8
A Video8 1985-ben jelent meg, a Sony cég által. Az első Video8 camcorder a Sony Handycam CCD-V8 volt, amely sajnos még csak videófelvételre volt alkalmas, a felvétel visszanézésére, valamint előre-hátra tekerésre nem. Viszont 6x-os képnagyításra alkalmas volt. Később ezt a modellt továbbfejlesztették, immár autófókusszal ellátva.
Ezen formátum képfelbontása - hasonlóan a VHS-hez, a Betamaxhoz és a VHS-C-hez - 250 sor.
Kaphatóak voltak a Video8 kazetták 60, 90 és 135 perces játékidővel PAL/SECAM/MESECAM rendszerben. NTSC rendszerben 120 perc játékidős kazettákat is gyártottak.
Feleannyi szalagsebességgel (LP módban) megkétszereződik a játékidő.
Ez analóg videókazetta típus.

### Hi8
A Hi8 1989-ben jelent meg, szintén a Sony által. Ezen formátum jobb kép- és hangminőséggel rendelkezik, mint a Video 8. Vízszintes képfelbontása 400 sor. A videózaj is nagymértékben lecsökkent.
Ugyanolyan játékidőkkel voltak kaphatóak a Hi8 kazetták, mint a Video 8 videókazetták. PAL rendszerhez kidolgoztak 60, 90, valamint 135 perces kazettákat is, NTSC rendszerhez pedig 120 perces kazettákat is gyártottak.
Ez a videókazetta típus szintén analóg, végső továbbfejlesztése a Hi8 XR, ami 10%-kal jobb kép- és hangminőséggel rendelkezett, mint a sima Hi8.
Az utolsó Hi8 kamkordert (Sony CCD-TRV345E) 2007-ben gyártották le, azóta több Hi8/8mm-es videókamerát nem gyártottak.

### Digital8
A Digital8 1999 óta létezik, a Hi8/8mm-es videókazetták immár digitális típusa. Sokkal jobb, élvezhetőbb kép- és hangminőséggel rendelkezik, mint a Hi8, és a Video8.
Ez a formátum sztenderd DV kodekkel rendelkezik, mint a MiniDV. A Digital8 kazetták PAL rendszerben kaphatóak voltak 60 és 90 perces játékidővel, NTSC rendszerben pedig 120 perces játékidejű kazettákat is forgalmaztak. A Digital8 és a MiniDV között "formátumháború" alakult ki, melyet a MiniDV nyert meg, 2005-ben, a kisebb méret, jobb kép- és hangminőség miatt. A MiniDV lett a sztenderd szabvány a kompakt videókazetták piacán. Az utolsó Digital8 kamkordert (Sony DCR-TRV345E) szintén 2007-ben gyártották le, azóta szintén nem gyártottak több videókamerát.